# Liste de personnalités du Nord-Ouest tunisien
 (août 2024).
- Si vous ne connaissez pas le sujet, laissez ce bandeau (vous pouvez alors contacter les auteurs).
- Si vous supprimez le contenu mis en cause (vous pouvez préalablement contacter les auteurs),

argumentez précisément cette suppression dans la page de discussion
(un manque de référence n'est pas un argument ; une recherche réelle de référence doit avoir été effectuée, être formellement documentée).
 (janvier 2016).
Si vous disposez d'ouvrages ou d'articles de référence ou si vous connaissez des sites web de qualité traitant du thème abordé ici, merci de compléter l'article en donnant les références utiles à sa vérifiabilité et en les liant à la section « Notes et références ».
Cette liste recense les personnalités du Nord-Ouest tunisien, par naissance ou par origine.

## Hommes d'État

### Beys
Il faut noter que la dynastie husseinite est originaire de la ville du Kef mais les beys qui sont nés au Kef sont les suivants : 
- Ali Ier Pacha, deuxième bey de la dynastie husseinite, né au Kef le 30 juin 1688 ;
- Hussein Ier Bey, fondateur de la dynastie husseinite et premier bey de cette dynastie, né au Kef en 1675[1].

### Ministres et diplomates
- Hichem Mechichi, ancien chef du gouvernement et ancien ministre de l'Intérieur, originaire de Bou Salem ;
- Kamel Ayadi, ancien ministre, originaire de Jendouba ;
- Radhouane Ayara, ancien ministre, originaire de Béja ;
- Mohamed Salah Ayari, ancien ministre, originaire de Makthar ;
- Slaheddine Ben Mbarek, ancien diplomate et ministre, originaire de Béja[2] ;
- Hatem El Euchi, ancien ministre, originaire de Bou Salem ;
- Jameleddine Gharbi, ancien ministre, originaire de Jendouba ;
- Driss Guiga, ancien ministre, originaire de Testour[3] ;
- Zakaria Hamad, ancien ministre, originaire du Kef ;
- Dhaoui Hannablia, ancien ministre, originaire du Kef ;
- Rafik Belhaj Kacem, ancien ministre, originaire de Béja ;
- Mouldi Kefi, ancien ministre, originaire du Kef ;
- Mohamed Arbi Zarrouk Khaznadar, quatrième principal ministre de la Régence de Tunis, originaire de Béja ;
- Kamel Madouri, ancien ministre et chef du gouvernement, originaire de Teboursouk ;
- Abdellatif Mekki, ancien ministre, originaire d'El Ksour ;
- Hédi Mekni, ancien ministre, originaire de Béja ;
- Walid Zidi, ancien ministre, originaire du Kef ;
- Abderrahim Zouari, ancien gouverneur et ministre, originaire de Dahmani ;
- Lamia Zribi, ancienne ministre, née à Medjez el-Bab.

### Autres hommes et femmes politiques
- Abdellatif Aloui, député (2019-2021), originaire de Balta (en) ;
- Maurice Audin, membre du Parti communiste algérien et militant de l'indépendance algérienne, originaire de Béja ;
- Nabil Barakati, syndicaliste et militant communiste, originaire de Gaâfour ;
- Bahri Barbouche, militant nationaliste, originaire du Kef ;
- Ali Bechrifa, constituant (2011-2014), originaire de Béja :
- Chokri Belaïd, fondateur du Front populaire, assassiné le 2 février 2012, originaire de Bou Salem ;
- Wassila Bourguiba, deuxième Première dame de Tunisie, originaire de Béja ;
- Mohamed Ennafaa, premier secrétaire du Parti communiste tunisien, originaire de Jendouba ;
- Hamma Hammami, secrétaire général du Parti des travailleurs, originaire d'El Aroussa[4] ;
- Abir Moussi, députée (2019-2021) et présidente du parti destourien libre, originaire de Béja ;
- Mongi Rahoui, constituant (2011-2014) et député (2014-2021), originaire de Ghardimaou ;
- Michèle Sabban, femme politique française, originaire du Kef ;
- Fayçal Tebbini, député (2014-2021) et président du Parti de la voix des agriculteurs, originaire de Bou Salem.

## Militaires
- Ismaïl Fathali, chef d'état-major de l'armée de terre tunisienne, originaire de Béja ;
- Ali Seriati, général et patron de la sécurité présidentielle tunisienne, originaire de Ghardimaou.

## Artistes

### Musique
- Latifa Arfaoui, chanteuse, originaire de Béja ;
- Noureddine El Béji, chanteur, originaire de Béja ;
- Adnène Chaouachi, musicien, compositeur, et chanteur, originaire de Béja ;
- Mounira Hamdi, chanteuse, originaire de Béja ;
- Hédi Jouini, pionnier de la musique tunisienne, originaire de Siliana ;
- Fethia Khaïri, chanteuse, originaire de Dahmani ;
- Souad Mahassen, chanteuse, originaire du Kef ;
- Habiba Msika, chanteur, originaire de Testour[5] ;
- Zouheïra Salem, chanteuse, originaire de Béja ;
- Saliha, chanteuse, originaire de Nebeur.

### Peintres
- Ammar Farhat, peintre et cofondateur de l'École de Tunis, originaire de Béja.

### Acteurs et réalisateurs
- Brahim Babaï, réalisateur et producteur, originaire de Béja ;
- Khaled Barsaoui, réalisateur, originaire de Jendouba ;
- Issa Harrath, acteur, originaire du Kef ;
- Lamine Nahdi, pionnier de la comédie tunisienne, originaire du Kef ;
- Riadh Nahdi, acteur, originaire du Kef ;
- Hend Sabri, actrice, originaire du Kef ;
- Mohamed Sayari, acteur, metteur en scène radiophonique et homme de théâtre, originaire de Béja[6].

## Intellectuels

### Écrivains et journalistes
- Arnobe, écrivain de langue latine, originaire de Sicca (actuelle Kef) ;
- Caelius Aurelianus, écrivain, médecin et intellectuel latin, de Sicca (actuelle Kef) ;
- Boubaker Ayadi, nouvelliste, romancier, traducteur et chroniqueur, originaire de Jendouba ;
- Hédi Balegh, journaliste, écrivain, animateur de télévision et de radio, originaire de Béja ;
- Taoufik Ben Brik, journaliste et écrivain, originaire de Jérissa ;
- Émile Brami, écrivain, essayiste, dramaturge et libraire français, originaire de Jendouba ;
- Pierre Cintas, archéologue et écrivain français, originaire de Tabarka ;
- André Halimi, journaliste et producteur de télévision français, originaire de Béja ;
- Lafif Lakhdar, écrivain et intellectuel, originaire de Makthar ;
- Macrobe, écrivain, philosophe et philologue latin, originaire de Sicca (actuelle Kef) ;
- Mohamed Ali Yousfi, écrivain et traducteur, originaire de Béja ;
- Sicca Venier, écrivain français, originaire du Kef.

### Chroniqueurs
- Mohamed Seghir Ben Youssef, chroniqueur et historien, originaire de Béja ;
- Ibn Abi Dhiaf, historien, originaire de Siliana.

## Sportifs
- Chaker Bargaoui, footballeur, originaire de Siliana ;
- Mouine Chaabani, joueur et entraîneur de football, originaire de Béja ;
- Mourad Chebbi, joueur et entraîneur de football, originaire du Kef ;
- Antoine Curcuru, footballeur français, originaire de Tabarka ;
- Abdelmoneem Derbali, footballeur, originaire de Béja ;
- Moncef Djebali, footballeur, originaire de Medjez el-Bab[7] ;
- Pierre Durin, footballeur français, originaire de Béja ;
- Bilel Ferchichi, footballeur, originaire du Kef ;
- Afouène Gharbi, footballeur, originaire de Béja[8] ;
- Mokhtar Hasni, footballeur, originaire de Siliana ;
- Noureddine Hfaiedh, volleyeur, originaire de Jendouba[9] ;
- Issam Jebali, footballeur, originaire de Medjez el-Bab[10] ;
- Nafaa Jebali, footballeur, originaire de Medjez el-Bab[11] ;
- Mohamed Salah Jedidi, footballeur, originaire de Ghardimaou[12] ;
- Neji Jouini, arbitre international de football, originaire de Béja ;
- Slama Kasdaoui, footballeur, originaire de Dahmani ;
- Brahim Kerrit, footballeur, originaire du Kef ;
- Boujemaa Kmiti, footballeur, originaire de Béja ;
- Nabil Kouki, footballeur et entraîneur, originaire de Béja ;
- Sofiane Labidi, athlète spécialiste du 400 mètres, originaire de Béja[13] ;
- Karim Lamouri, footballeur, originaire du Kef ;
- Salah Mejri, basketteur, originaire de Jendouba ;
- Mourad Melki, footballeur et agent de joueurs, originaire de Jérissa ;
- Sofiène Melliti, footballeur, originaire de Siliana ;
- Wassim Naghmouchi, footballeur, originaire de Jendouba ;
- Nidhal Nefzi, footballeur, originaire de Béja[14] ;
- Maroua Rahali, boxeuse, originaire de Gaâfour ;
- Aymen Soltani, footballeur, originaire de Dahmani ;
- Vincent Stropoli, footballeur français, originaire de Jérissa[15] ;
- Noureddine Taboubi, basketteur, originaire de Béja ;
- Hassen Toumi, footballeur, originaire de Béja ;
- Chaker Zouaghi, footballeur, originaire de Béja[16] ;
- Kais Zouaghi, footballeur, originaire de Béja.